# Сталінабадська область
Ста́лінаба́дська область (тадж. вилояти Сталинобод) — адміністративно-територіальна одиниця Таджицької РСР, що існувала в 1939—1951 роках. Обласним центром було місто Сталінабад.

## Історія
Сталінабадська область, центром якої була столиця Таджицької РСР, була утворена 27 жовтня 1939 року з низки районів республіканського підпорядкування колишніх Гісарського та Курган-Тюбинського округів.
7 січня 1944 року із частини районів була утворена Курган-Тюбинська область, яка 23 січня 1947 року була ліквідована.
10 квітня 1951 року область була ліквідована, райони увійшли в безпосереднє республіканське підпорядкування.

## Склад
До складу області входили 2 міста обласного підпорядкування та 24 райони:
- місто Сталінабад
- місто Курган-Тюбе*
- Алмасинський район (1944—1948)
- Варзобський район
- Ворошиловабадський район*
- Гісарський район
- Дагана-Кіїцький район*
- Джилікульський район*
- Кагановічабадський район*
- Кіровабадський район*
- Коктаський район
- Куйбишевський район*
- Курган-Тюбинський район*
- Мікоянабадський район*
- Молотовабадський район*
- Нурецький район
- Обі-Гармський район (1944—1947)
- Октябрський район*
- Орджонікідзеабадський район
- Пахтаабадський район
- Рамітський район
- Регарський район
- Рохатінський район
- Сталінабадський район
- Файзабадський район
- Шаартузький район*
- Шахрінауський район
- Яванський район

Примітки: * — райони, які у 1944—1947 роках входили до складу Курган-Тюбинської області

## Керівництво області

### Голови облвиконкому
1. Салібаєв (1947)

### 1-і секретарі обкому КП(б) Таджикистану
1. Протопопов Дмитро Захарович (1939 — .06.1946)
2. Іскандаров Джурабек (.06.1946 — .04.1948)
3. Гафуров Бободжан Гафурович (.04.1948 — 1950)